# Achyronas Liopetriou
O Achyronas Liopetriou é um clube de futebol cipriota de Liopetri, Chipre. A equipe compete no Campeonato Cipriota de Futebol .

## História
O clube foi fundado em 1960.